# U-Carmen
U-Carmen ist das Spielfilmdebüt des in Südafrika lebenden britischen Theater- und Opernregisseurs Mark Dornford-May.

## Handlung
Der Film beruht auf der Oper Carmen von Georges Bizet, die er in den Township Khayelitsha in der Nähe Kapstadts in Südafrika verlegt. Gesprochen und gesungen wird in IsiXhosa, einer der elf offiziellen Landessprachen Südafrikas. Die Musik Bizets wird durch traditionelle Xhosa-Gesänge ergänzt.
Den Kern der Besetzung stellt die von Dornford-May gegründete und geleitete Schauspielgruppe Dimpho Di Kopane („Vereinte Talente“), die sich bereits vor dem Film internationale Anerkennung verdiente.

## Kritiken
- Lexikon des internationalen Films: Der Film fasziniert durch die Qualität der Sänger sowie die Verknüpfung der Opernmusik mit südafrikanischen Klängen und eröffnet als Transfer der Geschichte ins Township Khayelitsha bei Kapstadt interessante Perspektiven auf den „Mythos Carmen“. Zwar merkt man Regie und Ensemble an, dass sie von der Bühne kommen und ihr Umgang mit filmischen Erzählmitteln eher unbedarft ist, was dem Drama um Leidenschaft, Abhängigkeit, Eifersucht, Demütigung und sexuelle Emanzipation etwas von seiner Wucht nimmt. Dennoch fesseln die Stimmen und die Spielfreude der Akteure.[2]

- Prisma merkt an, dass „vor allem die Tatsache besonders gewöhnungsbedürftig ist, dass alle Stücke in Xhosa, der Sprache der Schwarzen Südafrikas, gesungen werden.“[3]

## Auszeichnungen
Der Film wurde im Februar 2005 bei den 55. Internationalen Filmfestspielen in Berlin für viele überraschend mit dem Goldenen Bären ausgezeichnet.